# NGC 4773-1
NGC 4773-1 este o galaxie eliptică situată în constelația Fecioara. A fost descoperită în 3 martie 1786 de către William Herschel. Se află la o distanță de 51,01 de megaparseci de Pământ.